# Pernette du Guillet
Pernette du Guillet (Lione, 1520 circa – Lione, 7 luglio 1545) è stata una poetessa francese, appartenente al periodo e al movimento rinascimentale.

## Biografia
Nacque in una nobile famiglia e quindi ricevette un'educazione culturale accurata, che le consentì di conoscere i classici ed anche i grandi poeti italiani.
Un matrimonio parzialmente fallito, ma senza conseguenze drammatiche non pregiudicò l'incontro della poetessa con
l'anima gemella della sua vita, il poeta Maurice Scève, di cui divenne allieva, discepola fedele ed amante virtuosa, oltre che musa ispiratrice; Scève l'omaggerà assegnandole il ruolo di protagonista del suo poema Délie. La morte precoce dell'artista ha purtroppo interrotto bruscamente la sua carriera, anche se  i pochi componimenti rimasti, raccolti nelle Rymes del 1545, sono sufficienti per farle reggere il confronto con la conterranea Louise Labé.
Nelle Rymes, vengono evidenziate sia la grande cultura della poetessa, la sua conoscenza della tradizione cortese, sia le influenze del Marot e del Petrarca, mediato tramite la scuola degli strambottisti. Inoltre, la poetessa è addentro alle dottrine del platonismo amoroso, approfondite da Leone Ebreo e da Marsilio Ficino, riprese in Francia già da Margherita di Navarra. Però l'elemento che colpisce maggiormente i critici sono l'originalità delle liriche, le descrizioni dell'amore intellettuale, cantato in tutta la sua bellezza e liberato dalle impurità della passione.
Nelle Rymes emergono numerosi epigrammi e canzoni, caratterizzati da una grande forza espressiva, incentrati sull'amore per Maurice Scève, un sentimento insieme gioioso ed inquieto, complesso ed intenso.
Le sue liriche furono raccolte dal marito e pubblicate da Antoine du Moulin nel 1545, con il titolo Rymes de gentille et vertueuse dame D. Pernette du Guillet Lyonnoise.
Morì all'età di venticinque anni durante un'epidemia di peste.

## Edizioni
- Rymes de gentile, et vertueuse dame D. Pernette Du Guillet Lyonnoise, Lione, 1545, prefazione di Antoine Du Moulin, epitaffi di Maurice Scève e Jean de Vauzelles, edito da Jean de Tournes, on line su:[4]
- Pernette du Guillet, Rymes, edizione di Victor Graham, Genève Droz, 1981
- Louise Labé, Œuvres poétiques, Pernette du Guillet, Rymes, edizione di Françoise Charpentier, Gallimard, « Poésie », 1983
- Les Rymes di Pernette Du Guillet, edizione di Élise Rajchenbach, Droz, 2006